# Stanisław Kubisz
Stanisław Kubisz (18. května 1898 Chotěbuz – asi 1940 Archangelsk)  byl doktor filozofie, středoškolský učitel, úředník Katovického vojvodství, důstojník v záloze, evakuován do Lvova, deportován v červnu 1940 do Karélie, zemřel zřejmě v Archangelsku, oběť Katyňského zločinu.
Jeho manželkou byla Zofia Augusta Anna Uhl (1907–1972), měli děti: Zofii Ludwiku Ellen Kubisz (1933–2017) a Krzysztofa Jakuba Kubisz (1934-2009).
Jeho otcem byl Jerzy Kubisz (1862–1939), polský pedagog a občanský aktivista na Těšínském Slezsku. Jeho bratr, Władysław Kubisz (1892–1941) byl také oběťi Katyňského zločinu.